# Saudi Hollandi Bank

Logo van de bank

De Saudi Hollandi Bank (Arabisch: البنك السعودي الهولندي) is de oudste bank in Saoedi-Arabië. In november 2016 werd de naam gewijzigd in Alawwal Bank.
De bank werd opgericht in 1926 om pelgrims uit Nederlands-Indië, het huidige Indonesië te helpen. De Saudi Hollandi Bank deed ooit dienst als centrale bank van Saoedi-Arabië: de goudvoorraad werd er bewaard, en de eerste olie-transacties werden er gedaan. Het ministerie van Financiën van Saudi Arabië werd pas zes jaar later opgericht. In 1977 kwamen er andere aandeelhouders bij, maar de ABN Bank bleef met een belang van 40% de grootste aandeelhouder. In 2005 telde de bank 1341 medewerkers, waarvan 17% buitenlanders.
Na de overname van ABN AMRO Group door Fortis kwam de groep tijdens de kredietcrisis in zware financiële problemen. Eind 2008 werd Fortis genationaliseerd en de aandelen van de Saudi Hollandi Bank kwam in handen van de Nederlandse staat. De NL Financial Investments (NLFI) heeft namens de staat het aandelenpakket beheerd.
In november 2016 werd de naam van de bank gewijzigd in Alawwal Bank. Alawwal, betekent "de eerste" in het Arabisch hetgeen verwijst dat het de eerste bank in het land was.
In oktober 2018 sloten Saudi British Bank (SABB) en Alawwal Bank een overname overeenkomst. SABB neemt Alawwal over en deze laatste zal opgaan in SABB. De transactie wordt gedaan door middel van een aandelenruil. SABB wordt daarmee de op twee na grootste bank van Saudi-Arabië met een balanstotaal van US$ 71 miljard. De marktkapitalisatie wordt zo'n US$ 17,2 miljard, waarvan 73% in handen van oud SABB-aandeelhouders en de oud-aandeelhouders van Alawwal krijgen de resterende 27%.
Na de overname had NLFI ruim 75 miljoen aandelen SABB in handen. In mei 2019 begon NLFI met de verkoop van het pakket en dit proces werd in november 2019 afgerond. De opbrengst is zo'n 528 miljoen euro.